# Fuchsova endotelna distrofija
Fuchsova endotelna distrofija je sporo progresivna bolest rožnice koja najčešće pogađa oba oka, te se javlja nešto češće kod žena. Iako liječnici mogu vidjeti rane znakove Fuchsova distrofije kod ljudi u njihovim 30-im i 40-im godinama, bolest rijetko uzrokuje oštećenja vida prije 50-e ili 60-e godine.
Ovu bolest je prvi put opisao Austrijanac Ernst Fuchs (1851. – 1930.), po kome je i dobila naziv.

## Etiologija
Fuchsova endotelna distrofija je degenerativni poremećaj endotela rožnice s akumulacijom fokalne ekskrescencije odnosno kapi, te zgusnućem Descemetove membrane, što dovodi do edema rožnice i gubitka vida. Endotelne stanice rožnice su glavna “pumpa”rožnice koje osiguravaju stromalnu jasnoću. U Fuchsovoj endotelnoj distrofiji Descemetova membrana je opsežno obložena nakupinama široko razmaknutog kolagena i brojnim kapima. U terminalnoj fazi smanjuje se broj endotelnih stanica rožnice što dovodi do progresivnog stromalnog edema. Progresivni gubitak endotelnih stanica uzrokuje influks očne vodice u rožnicu, što dovodi do stromalnog edema i rezultira iskrivljenim vidom. S vremenom i epitel također postaje edematozan što dovodi do višestrukih oštećenja vida. Fokalna područja edema epitela mogu biti bolna .
Bolest se nasljeđuje autosomno dominantno, ali su također bitni genetski i okolišni predisponirajući faktori kao što su starija životna dob i ženski spol. Gubitak endotelnih stanica također može biti potaknut intraokularnim traumama ili operacijama. Pretjerano oticanje ili edem rožnice može se javiti prilikom operacije katarakte ili drugih kirurških zahvata na oku. Dakle, kad pacijenta s Fuchsovom distrofijom postoji veći rizik za nastanak edema rožnice nakon kirurških zahvata na oku zbog oslabljene funkcije endotelnih stanica.
Bolest je klasificirana u 4 faze, od ranih znakova kapljičnih formacija do terminalne faze subepitelnog oštećenja. Dijagnoza se postavlja pregledom biomikroskopom, ali i na druge načine, kao što je perimetrija, konfokalni biomikroskop i reflektirajući mikroskop. Točna patogeneza je nepoznata, ali se smatra da dolazi do apoptoze endotelnih stanica te da na nastanak bolesti također utječu spolni hormoni, upale, protok očne vodice i njen sastav. Ono što se jos veže uz nastanak ove bolesti jesu mutacije kolagena VIII,  koji je glavni sastavni dio Descemetove membrane, a luče ga endotelne stanice.

## Znakovi i simptomi
Za osobu s Fuchsova distrofijom je karakteristično da se budi sa zamagljenim vidom koji se razbistrava postepeno tokom dana. To nastaje zbog toga sto je rožnica obično deblja ujutro, jer zadržava tekućinu tijekom spavanja koja ispari tokom dana dok smo budni. Kako se bolest pogoršava zadebljanje ostaje konstantno te je oslabljeni vid prisutan tijekom cijelog dana.

## Liječenje
Liječenje obuhvaća korištenje lokalnih hipertoničnih otopina (kapi), upotrebu sušila za kosu kako bi dehidrirali perikornealni suzni film, te terapija mekim kontaktnim lećama. Kod korištenja sušila za kosu pacijent mora držati sušilo usmjereno prema licu te odmaknuto od lica za dužinu ruke. To se može napraviti dva ili tri puta dnevno. Međutim, definitivno liječenje je kirurško, odnosno transplantacija rožnice ili penetrantna keratoplastika (PKP) .
Od 1998. godine uvedene su nove kirurške metode liječenja koje su se razvile u Nizozemskoj ( Malles). To su postupci zvani stražnja lamelarna karatoplastika ili endotelna keratoplastika, odnosno duboka lamelarna endotelna keratoplastika ( DLEK ) i tzv. “Descemet’s stripping” endotelna keratopastika (DSEK). Tim metodama je moguće izbjeći nastanak kirurških komplikacija PKP. Noviji kirurški instrmenti za DSEK, kao što je DSEK graft ubrizgač bi trebali biti uskoro dostupni ( 2008), a svrha im je brži oporavak pacijenta jer omogućavaju izvođenje DSEK kroz vrlo male ( 3 mm) incizije. 
Nedavno je razvijen novi oblik endotelne keratoplastike – endotelna keratoplastika Descemetove membrane (DMEK) u kojem se transplantira samo endotel donora Descemetove membrane .
Budućnost liječenja FED-a uključuje in vitro uzgajanje ljudskih endotelnih stanica rožnice za transplantaciju, umjetne rožnice i genetsku modifikaciju .
Botulinum toksin tip A ubrizgan u periokularna tkiva pacijenta s blefarospazmom i hemifacijalnim grčem rezultira dramatičnim i neposrednim poboljšanjem vida u trajanju od oko 2-3 mjeseca nakon svakog kvartalnog tretmana.
|  | Molimo pročitajte upozorenje o korištenju medicinskih informacija. Ne provodite liječenje bez savjetovanja s liječnikom! |